# Alchemilla fallax
Alchemilla fallax é uma espécie de rosácea do gênero Alchemilla, pertencente à família Rosaceae.